# Прокляття Крусіблу
Прокля́ття Кру́сіблу (англ. "Crucible curse" (also known as the "The curse of the Crucible") — феномен у снукері, який полягає в тому, що жоден чемпіон світу, вперше здобувши титул у театрі Крусібл, наступного року не може захисти його. Спостерігається з 1977 року, відтоді, як чемпіонат було перенесено на цю арену Шеффілда. Останнім гравцем, що зміг захистити свій перший титул чемпіона світу наступного року, є Джон Пульман (у 1964, коли звання чемпіона розігрувалось у челлендж-матчі).
У матчах, де чемпіон захищає свій титул не вперше, «прокляття» не діє. Троє гравців зуміли кілька разів поспіль здобути титул: Рей Ріардон (1973–76), Стів Девіс (1983–84 та 87–89) та Стівен Хендрі (1992–96), але вони зробили це або до того, як чемпіонат перенесли до Крусіблу, або вже після того, як відчули на собі дію «прокляття».

## Прокляття
Наступні за списком чемпіони світу, які виграли свій титул уперше, не змогли захистити його наступного року. Із п'ятнадцяти гравців, семеро програли вже у першому матчі (Террі Гріффітс у 1980, Стів Девіс у 1982, Денніс Тейлор у 1986 Грем Дотт у 2007, Ніл Робертсон у 2011, Стюарт Бінгем у 2016 та Лука Бресель у 2024 році) і тільки двоє наступного року дійшли до фіналу: Джо Джонсон у 1987 та Кен Догерті у 1998.
| Рік  | Чемпіон, що захищав титул | Дійшов       | Результат | Суперник      | Ref    |
| ---- | ------------------------- | ------------ | --------- | ------------- | ------ |
| 1980 | Террі Гріффітс            | Друге коло   | 10–13     | Стів Девіс    | [ 6 ]  |
| 1981 | Кліфф Торбурн             | Пів-фінал    | 10–16     | Стів Девіс    | [ 7 ]  |
| 1982 | Стів Девіс                | Перше коло   | 1–10      | Тоні Ноулз    | [ 8 ]  |
| 1986 | Денніс Тейлор             | Перше коло   | 6–10      | Майк Халлетт  | [ 9 ]  |
| 1987 | Джо Джонсон               | Фінал        | 14–18     | Стів Девіс    | [ 10 ] |
| 1991 | Стівен Хендрі             | Чверть-фінал | 11–13     | Стів Джеймс   | [ 11 ] |
| 1992 | Джон Перрот               | Чверть-фінал | 12–13     | Алан Макманус | [ 12 ] |
| 1998 | Кен Догерті               | Фінал        | 12–18     | Джон Хіггінс  | [ 13 ] |
| 1999 | Джон Хіггінс              | Пів-фінал    | 10–17     | Марк Вільямс  | [ 14 ] |
| 2001 | Марк Вільямс              | Second round | 12–13     | Джо Свейл     | [ 15 ] |
| 2002 | Ронні О'Салліван          | Пів-фінал    | 13–17     | Стівен Хендрі | [ 16 ] |
| 2003 | Пітер Ебдон               | Чверть-фінал | 12–13     | Пол Хантер    | [ 17 ] |
| 2006 | Шон Мерфі                 | Чверть-фінал | 7–13      | Пітер Ебдон   | [ 18 ] |
| 2007 | Грем Дотт                 | Перше коло   | 7–10      | Ян Маккалох   | [ 19 ] |
| 2011 | Ніл Робертсон             | Перше коло   | 8–10      | Джадд Трамп   | [ 20 ] |
| 2015 | Марк Селбі                | Друге коло   | 9–13      | Ентоні Макгіл |        |
| 2016 | Стюарт Бінгем             | Перше коло   | 9 - 10    | Алі Картер    |        |
| 2020 | Джадд Трамп               | Чверть-фінал | 9 - 13    | Кайрен Вілсон |        |
| 2024 | Лука Бресель              | Перше коло   | 9 - 10    | Девід Гілберт |        |

У матчах, де чемпіон захищає свій титул не вперше, «прокляття» не діє. Троє гравців мають декілька поспіль вдалих захистів титулу: Рей Ріардон (1973–76), Стів Девіс (1983–84 та 87–89) та Стівен Хендрі (1992–96), але вони могли зробити це вже після того, як відчули на собі дію «прокляття».

## До Крусіблу
За весь час проведення чемпіонатів світу лише кілька гравців спромоглися захистити свій перший титул чемпіона світу зі снукеру: Джо Девіс 1928 року, його брат Фред Девіс 1949 року та Джон Пульман у челлендж-матчі 1964 року. Всі вони зробили це ще до того, як чемпіонат перенесли до Крусіблу. Із гравців сучасної ери троє — Рей Ріардон, Алекс Хіггінс та Джон Спенсер — виграли свій перший титул ще до того, як чемпіонат світу розпочали проводити у Крусіблі. Коли вони захищали титул вперше, то програли, однак, це не вважають за дію прокляття.
У наступні роки всі вони виборювали титул повторно, вже в Крусіблі, однак захистити титул у Крусіблі їм так і не вдавалося:
| Рік                        | Чемпіон, що захищав титул | Етап, на якому вибув | Рахунок | Суперник      | Ref    |
| -------------------------- | ------------------------- | -------------------- | ------- | ------------- | ------ |
| 1970                       | Джон Спенсер              | пів-фінал            | 33–37   | Рей Ріардон   | [ 21 ] |
| 1971                       | Рей Ріардон               | пів-фінал            | 15–34   | Джон Спенсер  | [ 22 ] |
| 1973                       | Алекс Хіггінс             | пів-фінал            | 9–23    | Едді Чарльтон | [ 23 ] |
| Захисти титулу в Крусіблі: |                           |                      |         |               |        |
| 1978                       | Джон Спенсер              | 1/16 фіналу          | 8–13    | Перрі Менс    | [ 24 ] |
| 1979                       | Рей Ріардон               | чверть-фінал         | 8–13    | Денніс Тейлор | [ 25 ] |
| 1983                       | Алекс Хіггінс             | пів-фінал            | 5–16    | Стів Девіс    | [ 26 ] |

## Нотатки
1. ↑  Гріффітс, з іншими вісьмома топ-гравцями, автоматично пропускав перше коло, тобто, зазнав поразки в першому своєму матчі.